# برانيسلاف دانيلوفيتش
برانيسلاف دانيلوفيتش هو لاعب كرة قدم صربي في مركز حراسة المرمى، ولد في 24 يونيو 1988 في بلغراد في صربيا. شارك مع منتخب صربيا تحت 19 سنة لكرة القدم ومنتخب صربيا تحت 21 سنة لكرة القدم. أما مع النوادي، فقد لعب مع بوشكاش أكاديميا وراد بيوغراد ونادي مول فيهيرفار.

## وصلات خارجية
- برانيسلاف دانيلوفيتش على موقع الاتحاد الأوربي (الإنجليزية)
- برانيسلاف دانيلوفيتش على موقع قاعدة بيانات كرة القدم.إي يو (الإنجليزية)
- برانيسلاف دانيلوفيتش على موقع Soccerway.com (الإنجليزية)
- برانيسلاف دانيلوفيتش على موقع عالم كرة القدم.نت (الإنجليزية)

{{شريط تصفح تشكيلة فريق كرة قدم
|الاسم=
|اسم الفريق= نادي ديوسجوري
|القائمة=
- 1 Bánhegyi
- 3 Csaba Szatmári (footballer, born 1994) [الإنجليزية]‏
- 5 Ákos Kecskés [الإنجليزية]‏
- 4 لوند
- 6 Bence Bárdos [الإنجليزية]‏
- 7 أكولتاس
- 8 شابونييتش
- 9 Máté Sajbán [الإنجليزية]‏
- 10 Jurek
- 11 غيرا
- 15 Siniša Saničanin [الإنجليزية]‏
- 16 Komlósi
- 20 Ágoston Bényei [الإنجليزية]‏
- 21 Babós
- 22 Szilárd Bokros [الإنجليزية]‏
- 24 Ante Roguljić [الإنجليزية]‏
- 25 Gergő Holdampf [الإنجليزية]‏ ()

{{لاعب تشكيلة فريق كرة قدم|الرقم=29|الاسم=Bacsa
- 30 Karlo Sentić [الإنجليزية]‏
- 31 Megyeri
- 44 ايسيتي
- 47 Márk Mucsányi [الإنجليزية]‏
- 50 فاليجو
- 70 Demeter
- 74 Babos
- 75 Lipóczi
- 85 Szakos
- 88 Mi. Mucsányi
- 93 Márk Tamás [الإنجليزية]‏
- 94 Rudi Požeg Vancaš [الإنجليزية]‏
- مدرب: Vladimir Radenković [الإنجليزية]‏